# Mrežni preklopnik
Mrežni preklopnik ili prespojnik (od eng. network switch) uobičajeni je naziv za uređaj s većim brojem mrežnih sučelja koji služi kao središte zvjezdaste topologije, a radi na drugom ili trećem sloju OSI modela, pa je ovisno o tome po načinu rada jednak mrežnom premosniku ili usmjerniku.
Uređaj ima više priključaka, a spojen je na raznorazne medije. Njime se omogućuje filtrirati i prosljeđivati pakete podataka između priključaka. Time se stvaraju prostrane logičke mreže.

## Vanjske poveznice
- Tehnički fakultet u Rijeci  Arhivirana inačica izvorne stranice od 25. studenoga 2010. (Wayback Machine) Računalne mreže